# 雅各布·拉森
雅各布·拉森（丹麥語：Jacob Larsen，1988年6月13日—），丹麦男子赛艇运动员。他曾代表丹麦参加世界赛艇锦标赛，获得二枚金牌、一枚银牌和一枚铜牌。他也曾在2016年夏季奥林匹克运动会上获得一枚银牌。